# 阜新万人坑
阜新万人坑位于中华人民共和国辽宁省阜新市太平区，是中国抗日战争时期，日本控制阜新煤矿期间死难矿工的集体墓葬，有较大的万人坑四处，埋葬有死难矿工7万余人。阜新煤矿万人坑于1988年被列为辽宁省文物保护单位，2006年，阜新万人坑被中华人民共和国国务院公布为全国重点文物保护单位。

## 背景与历史

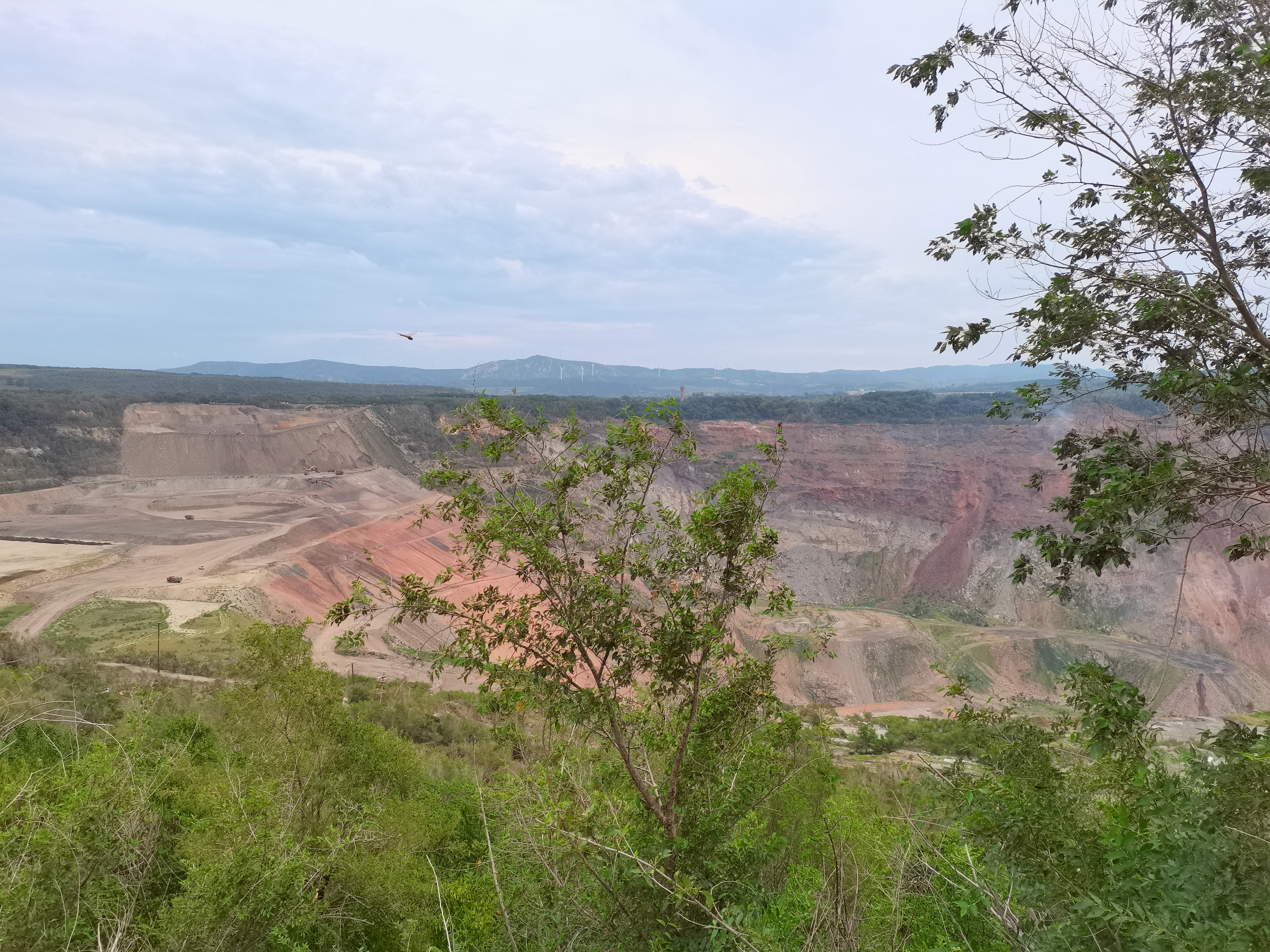
距孙家湾万人坑不远的海州露天矿

1896年，阜新煤田开始开采，1915年，日本工学士大日方一辅一行三人秘密到阜新考察煤矿，途中遇袭身亡。日方由此事向北洋政府交涉，获得新邱矿区采矿权作为赔偿。次年，中日合办的大新、大兴两公司成立，开始在阜新采掘煤矿，两家公司实际由满铁控制。至九一八事变后，两公司年产煤炭约1万吨，满洲炭矿株式会社在1934年成立后将两公司兼并。
1936年10月，满洲炭矿株式会社阜新矿业所成立，开始大规模开采阜新煤矿。在阜新矿业所成立至日本投降期间，日本在阜新煤炭开采煤炭2527.5万余吨。日本控制阜新煤矿期间采取“人肉开采”政策，劳工们在缺衣少食的恶劣条件下下井挖煤，频繁发生的井下事故和疾病导致了大批矿工的死亡，死亡和重病的劳工先被送往“死人仓库”中放置，后再分批运往万人坑掩埋。

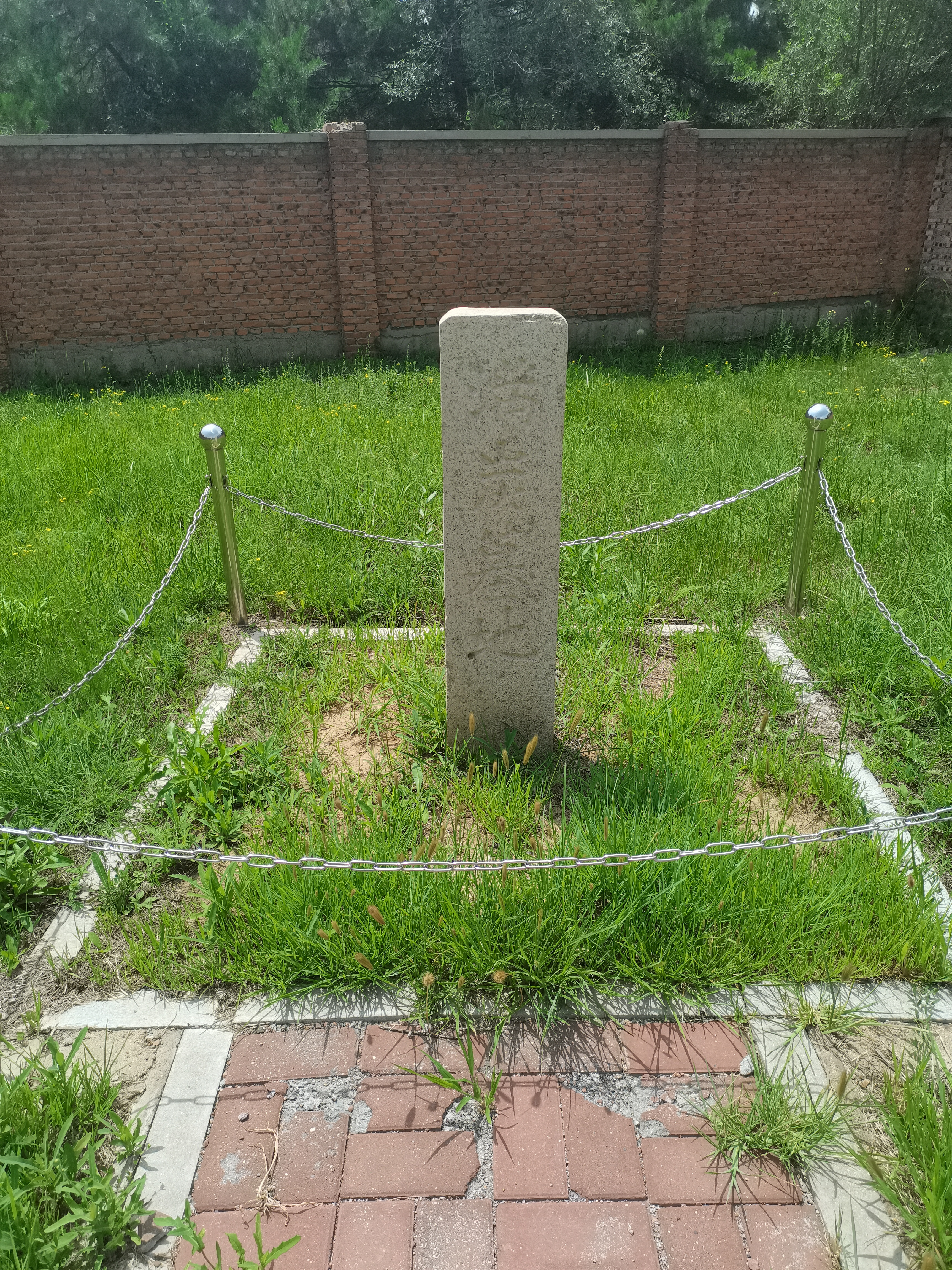
孙家湾“满炭墓地”石碑

1939年，因死亡劳工众多，无处掩埋，阜新各矿区开始设立“满炭墓地”，矿区内设有新邱兴隆沟墓地、孙家湾南山墓地、五龙南方墓地、城南米家窝铺墓地等四处较大的墓地，其中孙家湾南山墓地规模最大。每处墓地均立有石碑为记，上刻“满炭墓地”字样，中国劳工称其为“万人坑”。据中共阜新市委党史征集办编纂的《阜新党史资料（第一辑）》统计，阜新各处万人坑共埋葬死难矿工约7万人。 
1940年3月（康德七年）《劳务统计月报》第21页的《工伤发生原因调查》记载称，仅一个月内，阜新各矿发生事故329起，事故死亡人数不等。新邱一坑一次事故死亡40多人，四坑一次渗水事故死亡15人。 
1940年，日本在新邱煤矿附近下菜园子设立“特殊工人辅导所”，将在华北被俘的八路军和平民运往东北充当劳工，这些人被日本当局称为“特殊工人”。据阜新万人坑死难矿工纪念馆不完全统计，自1941年2月至1943年1月间，押送到阜新的特殊工人有6946人。1942年9月2日，新邱下菜园子特殊工人辅导所内的约300名特殊工人，在共产党员李振军、朱韬等人的组织下进行暴动越狱，仅几十人成功逃走，余下210名特殊工人后又有53人被中共地下组织营救出狱，其余人皆死于狱中。

## 发掘与保护

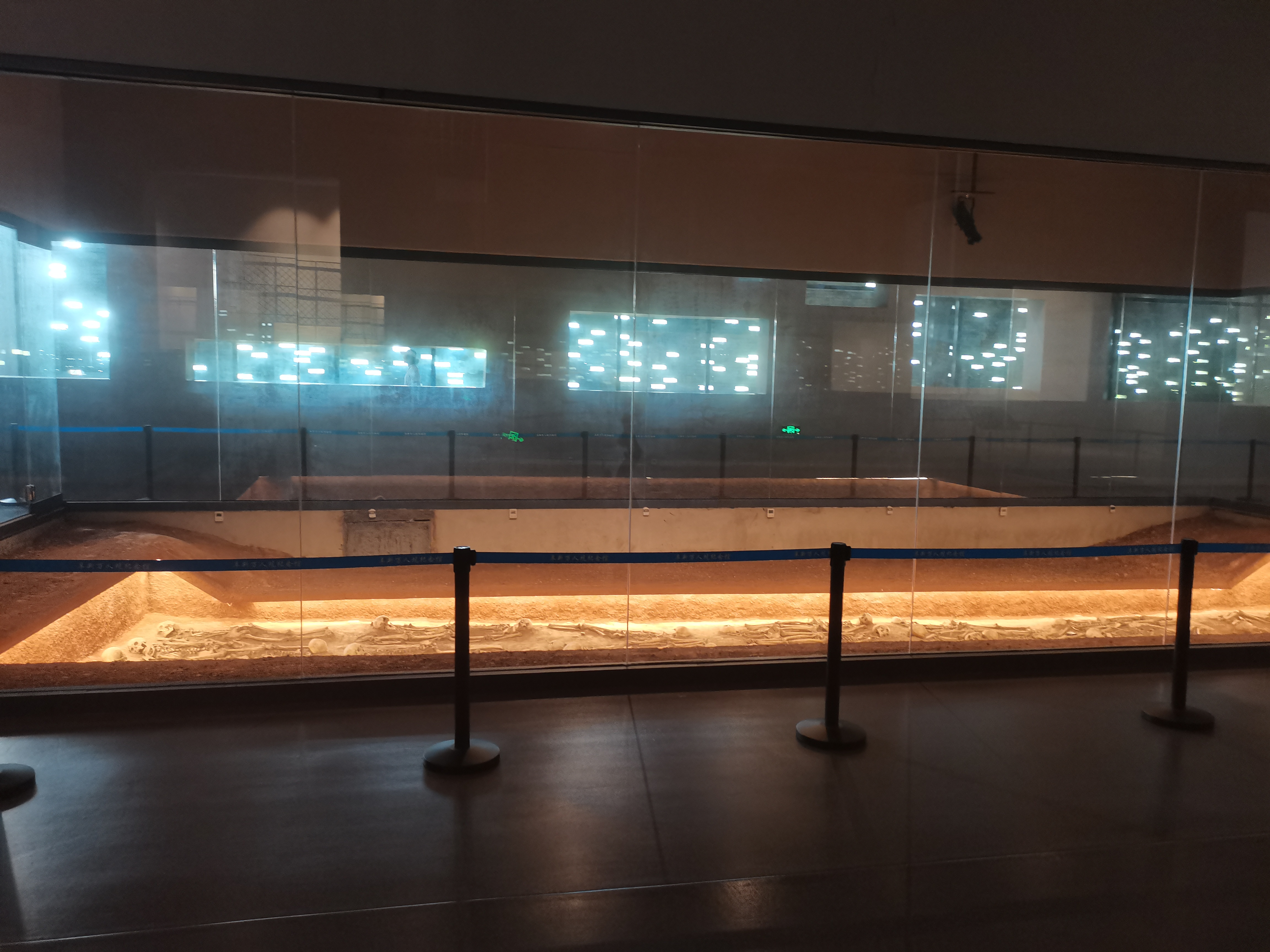
死难矿工遗骨馆北坑内的遇难矿工遗骨

1968年，阜新矿务局在孙家湾的万人坑筹建“阶级教育展览馆”（后更名“阜新万人坑死难矿工纪念馆”）。跟据矿区的老工人回忆，发掘出3个群葬大坑，在原址建起“死难矿工遗骨馆”和“抗暴青工纪念馆”两座遗骨馆，其中，死难矿工遗骨馆分为南北两坑，埋有110多具劳工遗骨，抗暴青工纪念馆埋有下菜园子暴动的137具遇难劳工遗骨。
1988年12月20日，阜新煤矿万人坑被辽宁省人民政府列为辽宁省文物保护单位。2006年5月25日，被中华人民共和国国务院列为第六批全国重点文物保护单位。
2014年9月，网络爆出阜新万人坑遗址遭到严重破坏，出现纪念碑损坏、馆内没照明、遗骨散失等问题，引发舆论关注。阜新市政府有关部门对此回应称，确实存在相关问题，并将“采取一系列措施将这一日本侵华铁证保护好、呈现好”。中国共产党中央委员会总书记习近平对此事件做出批示，要求辽宁省委、省政府和国家文物局迅速落实对阜新万人坑死难矿工纪念馆的维修改善工作。纪念馆随后进行了维修和改造，于2015年8月15日重新开放。

## 纪念

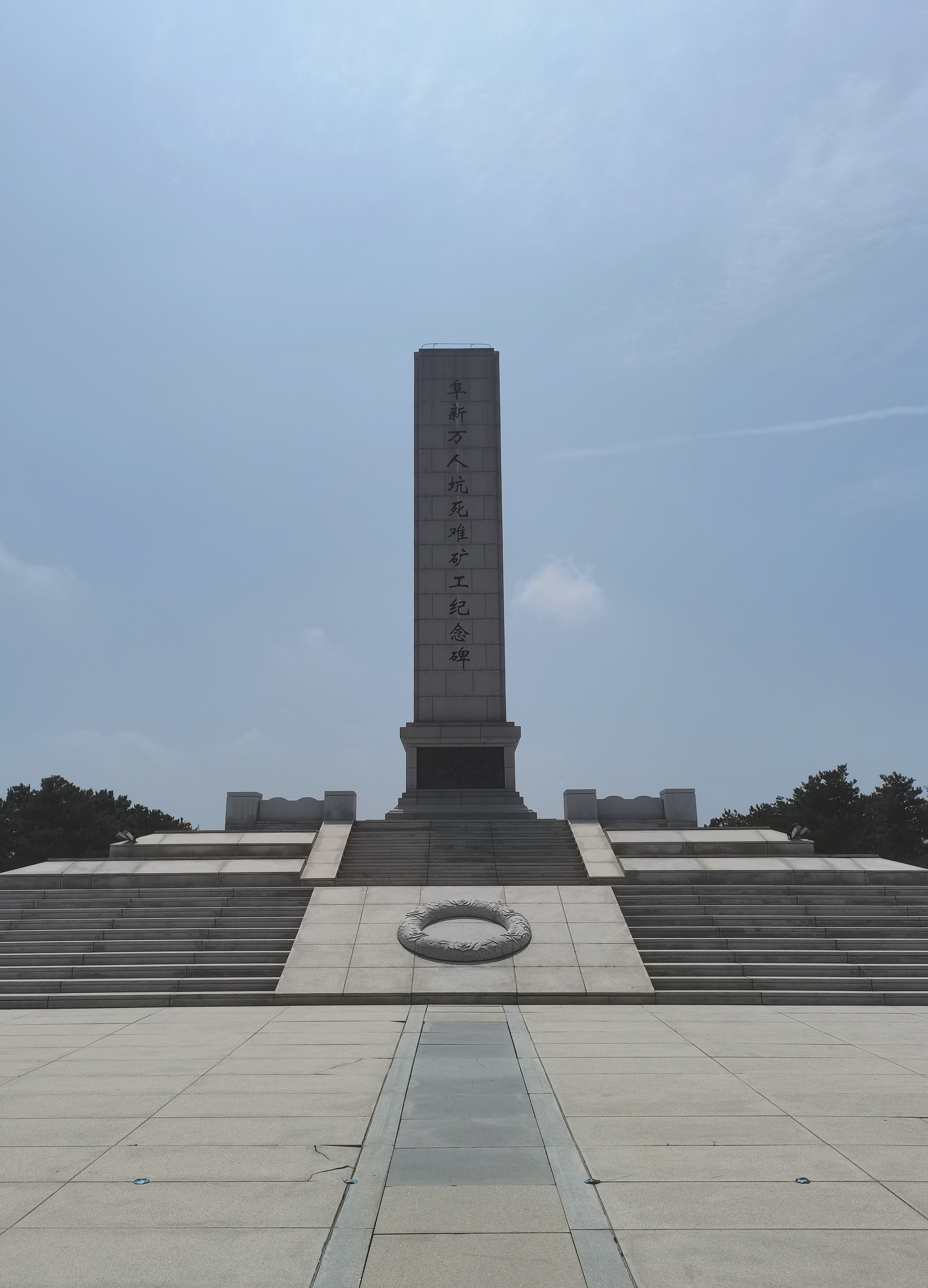
阜新万人坑死难矿工纪念碑

1968年9月3日，阜新矿务局在孙家湾万人坑建成阶级教育展览馆和阜新万人坑死难矿工纪念碑，后又增建了阜新煤矿矿史陈列馆。
2015年8月15日，阜新万人坑死难矿工遗址纪念馆新馆落成对外开放，并举行公祭仪式，辽宁各界代表2000余人参加了公祭仪式。

## 关联条目
- 万人坑
- 大同煤矿万人坑
- 中国二战劳工
- 平顶山惨案
- 万忠墓
- 广州万人坑
- 抚顺煤矿万人坑
- 北票万人坑
- 辽阳万人坑